# Mona Fastvold
Mona Fastvold (* 7. März 1986 in Oslo) ist eine norwegische Filmschauspielerin, Drehbuchautorin und Filmregisseurin. 

## Leben
Die in Oslo geborene Mona Fastvold wuchs in Jar in Bærum auf. Sie studierte Schauspiel am HB Studio und an der Atlantic Acting School in New York. Sie begann ihre Karriere als Kinderdarstellerin für das Fernsehen und erhielt zuerst eine kleinere Rolle in Nini, später eine Hauptrolle in Smørøyet. Ab dem Jahr 2006 war sie in mehreren Folgen der Seifenoper Hotell Cæsar zu sehen.
Ihr Debüt als Filmregisseurin und Drehbuchautorin gab Fastvold mit The Sleepwalker. Bei den Filmfestspielen in Venedig stellte sie im September 2020 ihre zweite Regiearbeit The World to Come vor, mit Vanessa Kirby und Katherine Waterston in den Hauptrollen. Ein Jahr später wurde sie in die Jury der Nebensektion Orizzonti beim 78. Filmfestival von Venedig berufen.
Im Jahr 2005 heiratete Fastvold den Sänger, Gitarristen, Songwriter und Filmkomponisten Sondre Lerche. Die Ehe wurde 2014 geschieden. Seit 2012 ist Fastvold mit dem US-amerikanischen Schauspieler und Filmregisseur Brady Corbet liiert, der auch ihr Kreativpartner ist. Corbet spielte in Fastvolds erstem Film The Sleepwalker mit. Gemeinsam haben sie eine Tochter und leben in Chelsea. Für ihre Arbeit pendelt Fastvold zwischen Oslo und New York. Für die Drehbuchfassung von Corbets Der Brutalist (2024) wurde das Paar 2025 für einen Golden Globe Award und einen Oscar nominiert.
Im Sommer 2025 wurde Fastvold Mitglied der Academy of Motion Picture Arts and Sciences. Im selben Jahr erhielt sie für die Regie des historischen Musicals The Testament of Ann Lee (2025) eine weitere Einladung in den Hauptwettbewerb von Venedig. Das Drehbuch zum Film hatte sie erneut mit ihrem Lebensgefährten Brady Corbet verfasst.

## Filmografie
- 2003: Capo Nord
- 2009: The Other Woman
- 2014: The Sleepwalker (Drehbuch und Regie)
- 2015: The Childhood of a Leader (Drehbuch)
- 2018: Vox Lux
- 2019: The Mustang (Drehbuch)
- 2020: The World to Come (Regie)
- 2020: Homemade (Drehbuch, Fernsehserie, Folge: Annex)
- 2024: Der Brutalist (The Brutalist, Drehbuch)

## Auszeichnungen
British Academy Film Award
- 2025: Nominierung für das Beste Drehbuch (Der Brutalist)[6]

Critics’ Choice Movie Award
- 2025: Nominierung für das Beste Drehbuch (Der Brutalist)

Golden Globe Award
- 2025: Nominierung für das Beste Drehbuch (Der Brutalist)

Independent Spirit Award
- 2017: Nominierung als Bester Erstlingsfilm (The Childhood of a Leader)

Oscar
- 2025: Nominierung für das Beste Drehbuch (Der Brutalist)

Sundance Film Festival
- 2014: Nominierung für den Grand Jury Prize – Dramatic (The Sleepwalker)